# Максимов, Валерий Николаевич
Валерий Николаевич Максимов (род. 24 июля 1947 года в городе Каменск-Уральский Свердловской области, РСФСР, СССР) — российский политический деятель, депутат Государственной Думы ФС РФ первого созыва (1993—1995)

## Биография
Образование среднее. После школы работал на литейном заводе токарем, слесарем, проходчиком шахты. С 1979 года работал бригадиром на шахте «Северная» города Воркута. В 1989 году избран народным депутатом СССР, с 1989 по 1991 год был членом Верховного Совета СССР, входил в комитет по экологии. С 1992 года работал на шахте «Северная» электрослесарем подъёма, с 1993 года помощником директора шахты по вопросам сбыта.
В 1993 году избран депутатом Государственной думы Федерального Собрания Российской Федерации первого созыва от Печорского одномандатного избирательного округа № 17 Республики Коми. В Государственной думе был членом комитета по промышленности, строительству, транспорту и энергетике, был членом депутатской группы «Новая региональная политика». Почетный шахтер министерства угольной промышленности Советского Союза. 